# Anaxíbia (filla d'Atreu)
Anaxíbia (en grec antic: Άναξίβια) va ser, segons la mitologia grega, germana d'Agamèmnon i Menelau, i filla d'Atreu i Aèrope.
Es va casar amb Estrofi i va tenir un fill, Pílades, l'amic d'Orestes.